# Famille de Mouxy
La famille de Mouxy est une famille originaire du duché de Savoie, de noblesse d'extraction de 1507, rattachée aux familles subsistantes de la noblesse française depuis 1860, année de l'annexion de la Savoie à la France.

## Historique
La famille de Mouxy est apparue vers le XIVe siècle. En 1575, Georges de Mouxy hérite de son oncle Louis Oddinet, baron de Montfort, président du Sénat de Savoie, et reçoit en héritage les châteaux de Longefan et de Montfalcon. À sa mort en 1595, Georges de Mouxy ne laisse qu'une fille, Julienne Gasparde qui apportera le fief en dot, en 1607, à son mari Louis de Seyssel, marquis d'Aix.
Julienne-Gasparde de Mouxy (vivant en 1607), fille unique de Georges, mariée, en 1607, à Louis de Seyssel La Chambre. Elle lui apporte, à titre de dot, le fief de Longefan et fait de son mari, en 1622, son héritier.
Michel de Mouxy (vivant v.1607), marié à Isabeau de Verdun, qui apporte à cette famille le château de Verdun-Dessus.
Georges de Mouxy (vivant en 1583 et encore cité en 1617), héritier, avec Garin, de Michel de Mouxy. Il hérite de la famille des Oddinet, en 1583, du château de Montfalcon. Il vend le château de Verdun-Dessus, en 1617, à noble Maurice Paernat, et, le château de Verdon Dessoubs aux Ramus de Charpenne.
Garin de Mouxy (vivant en 1617), héritier, avec Georges, de Michel de Mouxy, il vend le château de Verdun-Dessus, en 1617, à noble Maurice Paernat, et château de Verdon Dessoubs aux Ramus de Charpenne. 
Hugonin de Mouxy (vivant en 1645), avec Georges Paernat, il cède, en 1645, les droits sur le fief de Verdun-Dessus à messire Claude Savarin.
La branche des Mouxy de Grésy est subsitante.

## Héraldique
| Famille de Mouxy | Les armes de la famille de Mouxy se blasonnent ainsi : échiqueté d'or et d'azur de quatre tires,. |

Branches
- Famille de Mouxy de Loche

écartelé, aux 1 et 4 échiquetés d'or et d'azur de quatre traits ; aux 2 et 3 de gueules, au sautoir d'or
Devise: Honor aut mors ; Honneur ou mort ; Pacta Tuentur.
- Famille de Mouxy de Charrière.
- Famille de Mouxy de Lupigny (1344-1608)
- Branche de Mouxy de Grésy (subsistante en ligne masculine)[Note 2]

## Titres
Les Mouxy portèrent suivant les périodes les titres de :
- marquis d'Hermance (1596) ;
- comtes d'Arlod, de Loche (1683), de Montréal, de Mognard (1683). L'ancienne seigneurie de Mognard est érigée en comté en 1683[9] ;
- barons de Lupigny, de Montfalcon, de Montfort, de Saint-Jeoire ;
- seigneurs de Boussy, de Cessens, de la Chapelle, de Charosse, de Châtel, de Féternes, de Lupigny, de Mouxy, de Pérouse, de Planchamp, de Pontchy, de Saint-Paul, de Saint-André, de Thônes ;
- coseigneurs de Ballaison, de Clermont, d'Hauteville, de Montfalcon.

## Charges
Jacques de Mouxy est bailli de Faucigny pour la période de 1376 à 1386. Ses héritiers conservent la charge jusqu'en 1392. Jacques obtient la charge de châtelain de Conthey et de Chillon et bailli du Chablais, vers 1429/31 jusqu'à l'année 1432.
Certains membres ont été châtelains de :
- Aiguebelle (1355-1356) ;
- Châtillon et Cluses (1375-1392) ;
- Chaumont (1413-1437) ;
- Cordon (1353-1356) ;
- Cusy (1353-1354) ;
- Évian et Féternes (1356-1357) ;
- Saint-Hippolyte-sur-Aix (1424-1326) ;

## Personnalité
- Jacques de Mouxy, seigneur d'Albens, châtelain de Conthey et de Chillon et bailli du Chablais (1429/31-1432[11],[13].
- Georges de Mouxy (vivant en 1566 † 1595), ambassadeur du duc Emmanuel-Philibert de Savoie, auprès du roi de France, marié, en 1582, à Louise de Seyssel-La Chambre, fille de Jean de Seyssel, marquis de La Chambre, et d'Aymée. Il héritera de son oncle Louis Oddinet, baron de Montfort. Il décède, en 1595, ne laissant qu'une fille[1].
- François de Mouxy de Loche (1756-1837), militaire, archéologue et académicien savoyard[14], membre fondateur de l'Académie des sciences, belles-lettres et arts de Savoie (1820) et son premier président jusqu'en 1837[15].
- Jules de Mouxy de Loche (1837-1902), historien  local, élu en 1881 à l'Académie des sciences, belles-lettres et arts de Savoie, avec pour titre académique Effectif (titulaire)[15].

## Possessions
Liste non exhaustive des possessions tenues en nom propre ou en fief de la famille de Mouxy :
- château de Château-Neuf, à Cessens ;
- château de Château-Vieux, à Cessens ;
- château de Chitry (v. 1610), à Vallières[16] ;
- château de la Rive, à Cruet ?-1617) ;
- château de Longefan, à La Biolle (1575-1607) ;
- château de Montfalcon, à La Biolle, (1583) ;
- château de Montfort, à Saint-Sulpice ;
- château de Verdun-Dessus, à Cruet (1607-1617).
- château d'Hauteville, à Hauteville (1609-1619)[17].
- maison forte de Saint-Hippolyte-sur-Aix[18]